# Olaine
Olaine è un comune della Lettonia di 20.085 abitanti. Il centro capoluogo nel 2008 aveva una popolazione di 12.719 abitanti.

## Storia
Il nome storico di questo luogo proviene dalla Chiesa di Santa Olav sul fiume Misa durante il XVII secolo, dove ora c'è un vecchio cimitero. Dopo il 1868 in concomitanza con la ferrovia Riga-Jelgava (allora Mittava) fu costruita la stazione "Olai". L'attuale nome, Olaine, venne cambiato a seguito dell'indipendenza della Lettonia durante 1919, insieme ad altri toponimi tedeschi. La storia di Olaine è strettamente legata alla vicina torbiera, che iniziò ad essere sfruttata per la prima volta negli anni quaranta. In seguito vennero costruiti nuovi impianti di produzione, che attirarono un crescente numero di lavoratori.
In precedenza Olaine era il nome di un villaggio posto a soli due chilometri di distanza. Questo villaggio prese successivamente il nome di Jaunolaine (Nuova Olaine).

## Amministrazione

### Gemellaggi
La città è gemellata con:
- Anykščiai